# جی‌آرتی پاسکال
جی آر تی پاسکال (به انگلیسی: JRT Pascal)(جیم راسل تایسون) یک پیاده‌سازی از زبان برنامه‌نویسی پاسکال است. که این زبان برنامه‌نویسی در اوایل دهه ۱۹۸۰ میلادی بر روی سیستم عاملCP/M در دسترس قرار گرفت.

## تاریخچه
در انتهای دهه ۱۹۷۰، محبوب‌ترین پیاده‌سازی پاسکال برای میکروکامپیوترها، پاسکال UCSD بود ولی اکثر مردم معتقد بودند که قیمت این زبان بیش از حد بالاست. و پایه و اساس اولیه زبان UCSD Pascal، بر اساس کامپایلر p-machine که ساختهٔ مؤسسهٔ مبتکر پاسکال یعنی ETH Zurich بود ساخته شده بود. JRT یک مفسر پاسکال است که توسط جیم راسل تایسون ساخته شده که کد را به این صورت کامپایل می‌کرد که انرا به شبه کد خود تبدیل می‌کرد و از کد USDC pascal جدا می‌کرد.
در اوایل دهه ۱۹۸۰، سازمان‌های مختلف کامپایلرهای مختلفی را برای پاسکال UCSD در میکروکامپیوترها توسعه دادند. توسعه دهندگان UCSD اعلام کردند که در حال کار بر روی یک کامپایلر بومی هستند که اساساً UCSD را از یک مفسر به یک سیستم کامپایل شده و بومی در یک مرحله تبدیل می‌کند. زبان برنامه‌نویسی JRTبا توجه به ارزانتر بودن توانست در چندین ماه توجه زیادی را به خود جلب کند و جایگزینی بسیار ارزانتر برای پاسکال UCSD بود. این محبوبیت و توجه‌ها کمتر از یک سال دوام داشت، زیرا شرکت بورلند شروع به فروش توربو پاسکال کرد. با این وجود، اهمیت بالایی داشت به این دلیل که توانسته بود یک سابقهٔ قیمتی ارزان (کمتر از ۱۰۰ دلار) را برای یک پیاده‌سازی پاسکال ایجاد کند.
تبلیغات JRT به استفاده‌کنندگان وعدهٔ "یک پاسکال کامل CP/M را با قیمت تنها با ۲۹٫۹۵ دلار!" به مردم می‌داد و در همین حال این مسئله را بیان می‌کرد که "این همان سیستمی است که ما با قیمت ۲۹۵ دلار می‌فروختیم". پس از دریافت سفارش‌های بسیار - جری پورنل در از مجلهٔ BYTE گزارش داد که سارا اسمیت پس از گذشت هشت ماه از سفارش نرم‌افزارهنوز انرا دریافت نکرده‌است شرکت JRT Systems در ۱۸ نوامبر سال ۱۹۸۳ میلادی اعلام ورشکستگی کرد (بر اساس قانون فصل ۱۱ ورشکستگی در ایالات متحدهٔ آمریکا) این محصول در نهایت تا نسخه شمارهٔ ۴ با قیمت ۶۹٫۹۵ دلار ادامه یافت و در ان زمان همراه با یک Modula-2 با قیمت ۹۹٫۹۵ دلار به فروش می‌رسید این شرایط مناسب و موفقیت امیز به نظر می‌رسد ولی مشکل این بود که در همان زمان Turbo Pascal با تقریباً همین قیمت به فروش می‌رسید. Turbo Pascal یک کامپایلر واقعی با یک IDE و همچنین یک مدل تجاری بود که به آن اجازه می‌داد تقاضای مشتری را برآورده کند. گفته می‌شود که JRT بعد‌ها با نام «نوادا پاسکال» توسط الیس کامپیوتینگ فروخته شد.

## پذیرش
پورنل در مه سال ۱۹۸۳ گزارش داد که JRT Pascal 2.0 "به طور عمدی یک گویش غیرقابل حمل است"، و از نحوهٔ رسیدگی به خطاهای آن انتقاد کرد و به مبتدیان این زبان توصیه کرد که از آن زبان دوری کنند ویراستاران BYTE در آوریل سال ۱۹۸۳ و ژانویه سال ۱۹۸۴ گزارش دادند که شکایات زیادی از خوانندگان در مورد سرعت کم JRT Pascal در رساندن بسته‌ها به مقصد دریافت کرده‌اند. پورنل در ژانویه سال ۱۹۸۴ نسخه۳٫۰ این زبان را معمولی و با قیمت ۲۹٫۹۵ دلار نامید. او شرایط را اینطور توصیف کرد که در مقایسه با بسیاری از کالاهای موجود در بازار یک معامله است، و ارزش آن تا حد زیادی به آنچه قصد انجام آن را دارید بستگی دارد. او گزارش داد که نسخهٔ ۳٫۰ این زبان بیشتر مشکلاتی که در نسخه‌های پیش وجود داشتند و کاربران را ازار می‌دادند بر طرف شده ولی هنوز مشکلاتی باقی هستند، و گفت که "این مبلغ برای یک کامپایلر ارزان است و شما یکسری ابزارهای مفید را هم همراه با آن دریافت می‌کنید." با این حال، پورنل دربارهٔ یک سری از «ویژگی‌های غیر استاندارد» آن هشدار داد و براساس تجربه اسمیت و نامه‌های بسیار زیادی که افرادی که JTR Pascal را سفارش داده بودن و چیزی دریافت نکرده بودند ارسال کردند، می‌توان گفت که باید امادگی منتظر ماندن برای رسیدن سفارش خود را داشته باشید. به خاطر وجود JRT، شرکت بورلند در ابتدا در متقاعد کردن مشتریان مبنی بر ارسال توربو پاسکال مشکل داشت. بروس اف. وبستر در آگوست سال 1985 JRT پاسکال را در مجله به عنوان یک «فیاسکو» توصیف کرد. جف دانتمان در مجله PC در سال ۱۹۸۴ اظهار داشت که JRT Pascal "یک کامپایلر وحشتناک بود. علاوه بر آسیب بزرگی که این کامپایلر به تعریف زبان پاسکال می‌زد، این یک مزرعه باگ بود که کامپیوتر CP/M-80 من را چندین بار در شب دچار مشکل می‌کرد. جای تعجب نیست که شرکت JRT Systems اواخر سال گذشته ورشکست شد.» 